# Ulf Ekberg
Ulf Gunnar Ekberg, pseudonim Buddha (ur. 6 grudnia 1970 w Göteborgu) – szwedzki muzyk, wraz z rodzeństwem Jonasem Berggren (Joker), Linn Berggren i Jenny Berggren jest współzałożycielem i wieloletnim członkiem zespołu Ace of Base.
Dysponuje barytonem.

## Działalność charytatywna i komercyjna
Ekberg jest producentem wielu programów telewizyjnych, promotorem artystów muzycznych. Nadejście roku 2000 świętował razem z Billem Clintonem w Białym Domu. Corocznie wpłaca pieniądze na organizacje charytatywne wspierające chorych na nowotwory, organizuje i wspiera imprezy charytatywne. Wspiera również projekty walczące o zwiększenie ochrony i opieki nad dziećmi z rodzin patologicznych. Wpłaca środki na organizacje walczące z AIDS w Afryce. Brał udział w rozmaitych projektów organizowanych przez takie organizacje jak m.in. UNESCO i Save the Children.
Po przeżyciu tsunami w 2004 w Tajlandii założył fundację Surin Relief Fund udzielającą pomocy sierotom w Afryce, a także podwyższającą standardy życia dostarczając żywność.

## Oskarżenia o neonazizm
Szwedzki magazyn Expressen w swoim numerze z 27 marca 1993 umieścił informację, ze Ekberg w latach 80. był członkiem amatorskiego zespołu Commit Suiside, popierającego tendencje rasistowskie. W telewizji pojawiły się informacje, jakoby Ekberg był zwolennikiem neonazizmu. W filmie dokumentalnym Our Story (1997), Ekberg powiedział: „Mówiłem wszystkim, że żałuję tego, co zrobiłem. Zamknąłem ten rozdział swojego życia. Nie chcę nawet o tym rozmawiać, to dla mnie w ogóle nie istnieje. Zamknąłem to i wyrzuciłem za siebie. Nauczyłem się z tego okresu bardzo dużo. Jestem teraz kimś innym. Innym człowiekiem”.

## Życie prywatne
Był partnerem Emmy Sjöberg w latach 1994–2000. Obecnie mieszka w Londynie ze swoją partnerką Johanną Aybar. Ma troje dzieci: Viggo, Vincenta I Valentinę.

## Pisanie utworów
Ekberg napisał i wyprodukował następujące piosenki:

### Razem z Jonasem Berggren
- „Wheel of Fortune”
- „All That She Wants”
- „Young and Proud”
- „Living in Danger”
- „My Mind”
- „Dancer In a Daydream”
- „Dimension of Depth” (instrumental)
- „Happy Nation”
- „Voulez-Vous Danser”
- „Waiting for Magic”
- „Münchhausen (Just Chaos)”

### Razem z Jonasem, Jenny, & Malin Berggren
- „Hear Me Calling”
- „Love In December”
- „Change With the Light”
- „What’s the Name of the Game”

### Razem zeStoneStream& John Ballard
- „Que Sera”
- „Perfect World”
- „Edge of Heaven”
- „Stranger to Love” (Unreleased)
- „Look Around Me” (Unreleased)
- „Angel of Love” (Unreleased)

### Razem z Johnem Ballardem
- „Mercy Mercy”
- „I Pray”
- „Don’t Go Away”

## Wokal
Ekberg dodawał wokal w następujących utworach:
- „All that she wants”
- „Wheel of Fortune”
- „Living in Danger”
- „My Mind”
- „Happy Nation”
- „Don’t Turn Around”
- „Waiting for Magic”
- „Fashion Party”
- „Münchhausen (Just Chaos)”
- „Hear Me Calling”
- „Perfect World”
- „I Pray”
- „Change With the Light”
- „Mr. Replay”